# Resultados do Carnaval da Baixada Santista em 2009

## Santos
| Escola | Escola                     | Pontos | Ref.  |
| ------ | -------------------------- | ------ | ----- |
| 1º     | Amazonense                 | 180,0  | [ 1 ] |
| 2º     | X9                         | 180,0  | [ 1 ] |
| 3º     | União Imperial             | 179,5  | [ 1 ] |
| 4º     | Sangue Jovem               | 178,5  | [ 1 ] |
| 5º     | Bandeirantes Saboó         | 178,0  | [ 1 ] |
| 6º     | Unidos dos Morros e Brasil | 177,5  | [ 1 ] |
| 8º     | Vila Nova                  | 176,5  | [ 1 ] |
| 9º     | Real Mocidade              | 173,0  | [ 1 ] |
| 10º    | Padre Paulo                | 171,0  | [ 1 ] |
| 11º    | Zona Noroeste              | 155,0  | [ 1 ] |
| 12º    | Metropolitana              | 69,5   | [ 1 ] |

| Escola | Escola              | Pontos | Ref.  |
| ------ | ------------------- | ------ | ----- |
| 1º     | Vila Mathias        | 176,5  | [ 1 ] |
| 2º     | Dependente do Samba | 171,5  | [ 1 ] |
| 3º     | Camisa Alvinegra    | 164,5  | [ 1 ] |

## Praia Grande
| Escola | Escola                | Pontos   |
| ------ | --------------------- | -------- |
| 1º     | Folia 99              | 50,00    |
| 2º     | Sangue Verde          | 49,50    |
| 3º     | Mancha Verde          | 49,00    |
| 4º     | Cesac                 | 47,00    |
| 5º     | Favoritos do Forte    | 45,50    |
| 6º     | Mocidade Independente | 45,00    |
| 7º     | Cangibrinos           | 42,5     |
| 8º     | Unidos da Ilha        | 42,5     |
| 9º     | Guaratude             | 39,00    |
| 10º    | Ema                   | 31,00    |
| 11º    | União Artística       | (-4,00)  |
| 12º    | Unidos da Vila Tupy   | (-10,00) |
| 13º    | Curva de Rio          | (-59,50) |

| Escola | Escola          | Pontos |
| ------ | --------------- | ------ |
| 1º     | Casa do Mestiço | 49,00  |
| 2º     | Grande Trevo    | 47,50  |
| 3º     | Ocian           | 45,00  |
| 4º     | Cristal         | 34,00  |
| 5º     | Afoxé Laroye    | 33,80  |

## Guarujá[3]
| Escola | Escola                           | Pontos     |
| ------ | -------------------------------- | ---------- |
| 1º     | Mocidade São Miguel              | 199,00     |
| 2º     | Imperador da Ilha de Santo Amaro | 196,5      |
| 3º     | Renascer do Boreu                | 194        |
| 4º     | Guarujá                          | 193        |
| 5º     | Vem que é Dez                    | 189 pontos |
| 6º     | Bloco da Visconde                | 143        |
| 7º     | Meninos de Elite                 | 140        |

| Escola | Escola           | Pontos |
| ------ | ---------------- | ------ |
| 1º     | Caminhos da Paz  | 200    |
| 2º     | Samba Faz Me Rir | 182    |
| 3º     | Galo da Ilha     | 163    |
| 4º     | São Jorge        | 160    |
| 5º     | Prainha          | 115    |
| 6º     | Jambo Côco       | 95     |

## São Vicente[4]
| 1. GRES Imperatriz da Ilha 196,5 pontos 2. Águia ficou 195,5 3. Império 195,5 . 4. Beira Mar (192 pontos) 5. Última Hora (184) 6. Acadêmicos de São Vicente (176). |